# Campo la Vega
Campo la Vega (en asturiano y oficialmente: El Campu la Vega)
es una casería que pertenece a la parroquia de Cancienes en el concejo de Corvera de Asturias (Principado de Asturias). Se encuentra a 100 m s. n. m. y está situada a 1,90 km de la capital del concejo, Nubledo. 

## Población
En 2020 contaba con una población de 15 habitantes (INE 2020) repartidos en 6 viviendas.